# شكاعى
شُكَاعى أو قَندريس أو أقسون أو رأس الشيخ أو شوك الحمر (الاسم العلمي: Onopordum)، جنس نباتات من فصيلة النجمية. أعطانها الأصلية في جنوب أوروبا وشمال إفريقيا وجزر الكناري والقوقاز وجنوب غرب آسيا ووسطها.